# Miguel de los Santos de San Pedro
Miguel de los Santos de San Pedro (Quintanadíez de la Vega, ? - Madrid, 4 de març de 1633) fou bisbe de Solsona, virrei de Catalunya i President del Consell de Castella. Com a home forà, amb una bona preparació cultural i dotat d'una fina intel·ligència, de grans dosis de diplomàcia i versat en el difícil art de governar i organitzar, va desenvolupar càrrecs de confiança del govern central, encara que en el fons no entengués els costums, tradicions, lleis i el conservadorisme dels catalans.

## Bisbe de Solsona
L'any 1624, arribà a Solsona el tercer bisbe de la diòcesi, l'agustinià Miguel Santos de San Pedro, qui fins aleshores ostentava el càrrec d'inquisidor General de la Corona d'Aragó.
En aquest any es dona per acabat el conflicte entre les diòcesis d'Urgell, Vic i Solsona, en el que fa referència als límits del nou bisbat de Solsona, i si és cert que Vic no va oferir cap problema en la cessió de les seves parròquies, ja hem vist que no va passar el mateix amb les de la Seu d'Urgell. No hem d'oblidar, que el capítol catedralici d'Urgell era dels més bel·ligerants políticament i territorialment, tenint entre les seves files al conegut Pau Claris.
Com era potestat del rei nomenar bisbes, aquest honor va correspondre a Felip IV i el Papa Urbà VIII el va preconitzar, essent publicades les butlles corresponents el dia 6 de juliol de 1624.
Els tres primers bisbes de Solsona, a més d'ésser titulars de la mitra d'aquesta ciutat tenien la titularitat de l'abadia de Gerri (Gerri de la Sal), i és possible que se’ls la donés per vigilar de prop la producció de salines de l'esmentada població, ja que en aquells anys era un bé de molta importància, i la corona i volia tenir a tot preu el monopoli.
Miguel Santos va aconseguir l'any 1630 que el rei Felip IV tragués la comanadoria que hi havia sobre l'abadia. Si entenem per comanadoria un lloc, territori i rendes que depenien directament del rei i, en representació d'aquest, del bisbe de Solsona, s'ha de dir que a conseqüència de treure aquella dignitat, l'abadia de Gerri a partir d'aquell any podia disposar de tot el seu territori i rendes sense haver de retre comptes a ningú, i això era important, ja que, després de les corts de 1626, sembla que la corona havia de pressionar molt més als súbdits del principat que depenien d'ella directament. Segons el biògraf de Miguel Santos, aquesta mesura va servir perquè aquest passés del bisbat de Solsona a l'arquebisbat de Granada anys més tard.
Mentre el bisbe anava de poble en poble per tal de conèixer la seva diòcesi, en aquell any 1626, a Barcelona s'obrien les corts catalanes, unes corts que foren conflictives entre el rei-Olivares i el principat, en no acceptar aquest la "unió d'armes" i el pagament d'una suma de 250.000 ducats l'any en un termini de 15 anys. Olivares sortia de Barcelona el 4 de maig de 1626, sense homes, ni diners i amb la famosa "unió d'armes" que s'hauria de constituir sota l'esgotada Castella.

## Virrei de Catalunya
Els habitants del Principat, i per damunt de tot les classes dirigents, estaven astorats, ja que es preguntaven de quins mitjans es valdria el govern de Madrid per fer complir els seus desitjós; de moment la cort semblava tranquil·la, ja que una invasió es descartava, l'imperi ja tenia massa fronts oberts per atacar Catalunya, el memoràndum d'Alcalà demanen mà dura per als catalans, fent complir els pagaments de quints atraçats, la restitució de les propietats reials, semblava que dormia en un calaix, i quan el dia 17 de gener de 1627 es va nomenar com a virrei de Catalunya el Bisbe de Solsona, els diputats i la diputació respiraren tranquils, ja que el nomenament d'un bisbe, encara que fos castellà, representava que Olivares i el seu govern de moment no pretenien cap mesura de fora envers Catalunya, com així va ésser.
Una vegada jurat el càrrec amb data de 3 de febrer de 1627, el bisbe de Solsona romandrà a Barcelona fins al 1629, on treballarà de valent. Els bandolers tornaven a fer-se forts, ja que un virrei noble o militar sempre respon amb mà dura, en canvi el bisbe no tenia pas aquest poder i està preocupar per la situació, ja que la frontera francesa i la muntanya són un "viver de Bandolers", com ell escriu a Madrid. Fins i tot va haver de dictar prohibició d'alguna festa religiosa, com la de l'any 1628 en honor de sant Narcís en la ciutat de Girona, ja que sempre aquestes concentracions de gent hi havia aldarulls. Deixant aquest panorama no gens pacificat i si pot ser més embolicat del que havia trobat, Miguel Santos torna cap a Solsona, ja que el dia onze de Juny de 1629, va jurar el càrrec de virrei, el duc de Feria. Tornava cap a la tranquil·litat i la pau que dona un lloc com Solsona, com ell mateix escriu en les seves memòries. Convocarà només en arribar un sínode dins la seva diòcesi entre tots els seus rectors i abats per tal de dotar la mitra de les lleis eclesiàstiques en què s'ha de regir. Amb aquesta llei per organitzar el bisbat, la tasca de Miguel Santos arribava a la seva fi.
El bisbe Miguel Santos de Sanpedro va tenir un paper discret com a virrei de Catalunya en una època molt difícil, en què les divergències entre el rei i els diferents estaments catalans eren molt grans. No va tenir temps per a llimar-les. Com a bisbe va tenir un paper fonamental per la història de Solsona i del seu bisbat, ja que amb els seus grans dots com a organitzador i home de govern, va donar al bisbat la fisonomia territorial que ha tingut fins fa ben poc. Amb el seu tarannà, va perdre possessió de cada una de les parròquies de la diòcesi, va ésser el primer bisbe que va fer una visita pastoral completa a cadascun dels pobles que conformaven la seva diòcesi, va acabar amb les disputes entre la seva diòcesi i la d'Urgell, va donar unes constitucions a aquesta mitra que durant molts anys l'han estat regint, pràcticament fins ben entrat el segle xix, i el seu treball va ésser bàsic perquè el bisbat es consolidés d'una manera definitiva; encara que el bisbat feia anys que s'havia creat ja havia tingut dos bisbes, és amb Miguel Santos quan la seva maquinària comença a rendir de ple.

## President del Consell de Castella
El rei el nomenava President del Consell de Castella el 27 de novembre de 1629, i encara que residia a Solsona seria per poc temps, ja que al 30 d'agost de 1630, ja el trobem fora de Solsona, i ha estat promogut al càrrec d'arquebisbe de Granada.